# TT Circuit Assen
Der TT Circuit Assen ist eine Motorsport-Rennstrecke bei der niederländischen Stadt Assen, auf der unter anderem die Dutch TT, der niederländische Lauf zur Motorrad-Weltmeisterschaft ausgetragen wird. Sie ist nach Zandvoort die zweitälteste und längste niederländische Rennstrecke.

## Geschichte

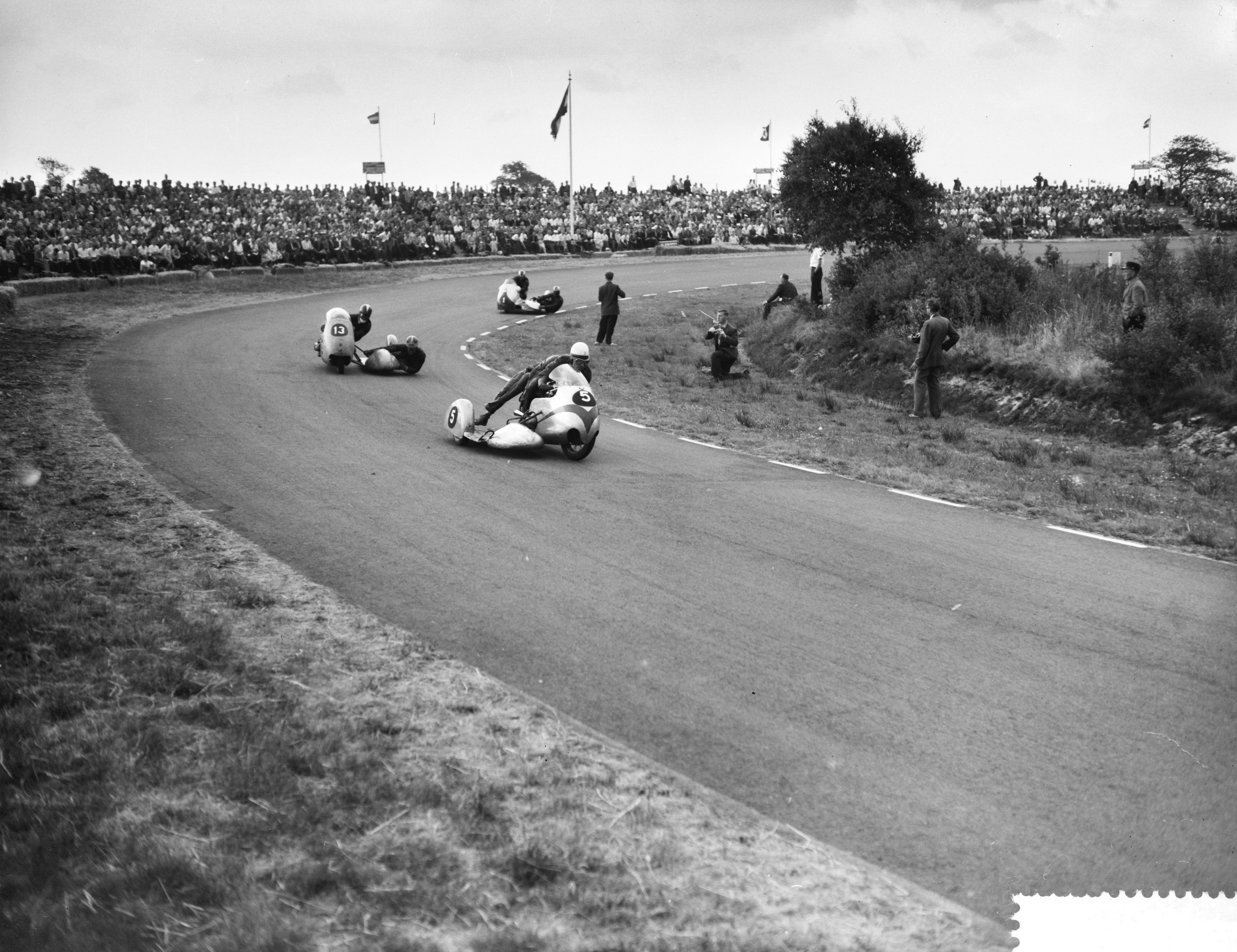
Seitenwagenrennen bei der Dutch TT 1959

Das erste Rennen in Assen wurde am 11. Juli 1925 auf öffentlichen Straßen auf einem Dreieckskurs durch die Ortschaften Borger, Schoonloo und Grolloo über eine Länge von 28,4 km ausgetragen. Sieger war Piet van Wijngaarden auf einer 500-cm³-Norton mit einem Schnitt von 91,4 km/h.
Ab 1926 kam der Circuit van Drenthe mit geändertem Streckenverlauf zum Einsatz. Er führte durch de Haar, Barteldbocht, Oude Tol, Hooghalen und Laaghalerveen. Den Streckenrekord auf dieser Strecke hält der Brite Geoff Duke auf Gilera mit einer Durchschnittsgeschwindigkeit von 169,7 km/h im Jahr 1954.
1955 löste eine permanente Rennstrecke mit einer Länge von 7705 m den alten Straßenkurs ab. Diese wurde 1984 zunächst auf 6049 m und 2006 auf 4555 m verkürzt. Die längste Gerade misst 970 m. Die Kurven sind leicht überhöht. Die Strecke bietet 90.000 Zuschauern Platz.
Aufgrund der hohen Geschwindigkeiten, die speziell auf den früher genutzten Varianten des TT Circuit Assen regelmäßig erreicht wurden, trägt die Strecke den Spitznamen „Cathedral of Speed“.

## Wissenswertes

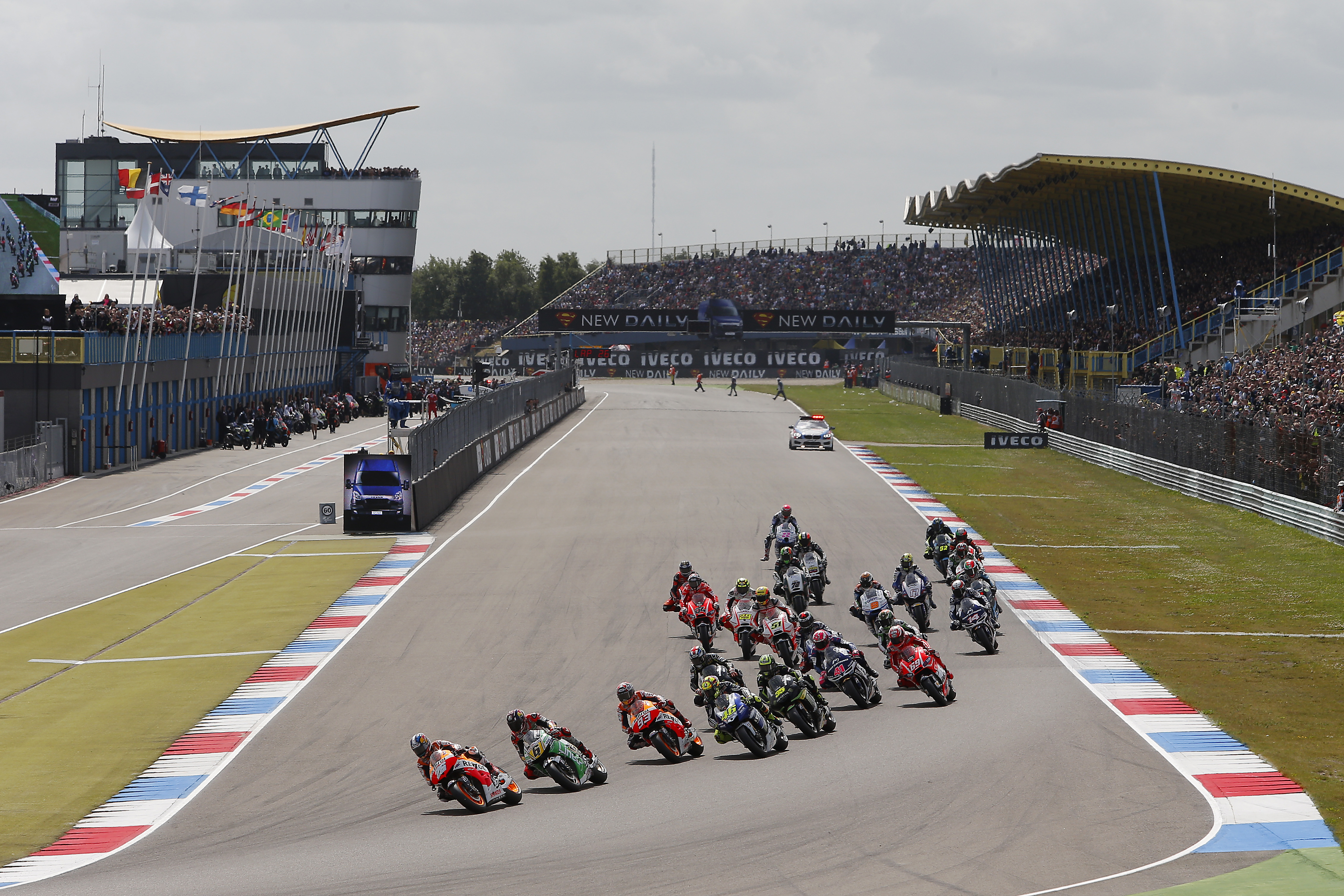
Start der Dutch TT 2013 in Assen – Startgerade

- Assen ist die einzige Strecke, auf der seit 1949 jedes Jahr ein Motorrad-WM-Rennen ausgetragen wurde.
- Die Dutch TT wurde bis 2015 traditionell am letzten Samstag des Juni gefahren.
- Der TT Circuit ist die einzige aktuelle Motorrad-WM-Strecke, die speziell für Motorräder konzipiert ist.
- Die Strecke ist regelmäßiger Austragungsort eines Laufs zur Seitenwagen-Weltmeisterschaft.
- 2019 und 2020 gastierte die DTM auf dem TT Circuit Assen.[3]
- Das Auftakt-Zeitfahren der Vuelta a España 2009 wurde auf dem TT Circuit ausgetragen.